# Ingrid Nollová
Ingrid Nollová (nepřechýleně Ingrid Noll; * 29. září 1935, Šanghaj, Čína) je jedna z nejúspěšnějších německých autorek detektivních románů.

## Život
Narodila se do rodiny lékaře roku 1935 v čínské Šanghaji, posléze vyrůstala v Nankingu, do Německa se vrátila s rodinou až v roce 1949. Po studiu na dívčím gymnáziu v Bad Godesbergu studovala germanistiku a dějiny umění na univerzitě v Bonnu, avšak studium z důvodu svatby přerušila.
Jak její babička, tak i její maminka přesáhly věk dožití 100 let.

## Publikační činnost

### Přehled děl v originále (výběr)
- Der Mittagstisch: Roman. Zürich: Diogenes Verlag, 2015. 224 S.
- Hab und Gier: Roman. Zürich: Diogenes, 2015. 256 S.
- Über Bord: Roman. Zürich: Diogenes, c2012. 331 S.
- Ladylike: Roman. Zürich: Diogenes, 2006. 323 s.
- Rabenbrüder: Roman. Zürich: Diogenes, 2005. 279 S.
- Selige Witwen: Roman. Zürich: Diogenes, 2002. 269 S.
- Die Sekretärin: drei Rachegeschichten. Zürich: Diogenes, c2000. 86 S.
- Röslein rot: Roman. Zürich: Diogenes, c1998. 272 S.
- Kalt ist der Abendhauch: Roman. Zürich: Diogenes, c1996. 246 S.
- Die Häupter meiner Lieben: Roman. Zürich: Diogenes, c1993. 279 S.

### České překlady
- Lékárnice (orig. 'Die Apothekerin: Roman'). 1. vyd. V Praze: Ikar, 2004. 199 S. Překlad: Eva Špačková
- Kohout je mrtvý (orig. 'Der Hahn ist tot: Roman'). 1. vyd. Praha: Svoboda-Libertas, 1993. 157 S. Překlad: Růžena Grebeníčková